# Thrixspermum tahanense
Thrixspermum tahanense är en orkidéart som beskrevs av Cedric Errol Carr. Thrixspermum tahanense ingår i släktet Thrixspermum och familjen orkidéer. Inga underarter finns listade i Catalogue of Life.